# Carl Reinhold August Wunderlich
Carl Reinhold August Wunderlich, född 4 augusti 1815 i Sulz am Neckar, död 25 september 1877 i Leipzig, var en tysk läkare.
Wunderlich blev medicine doktor i Tübingen 1838, docent i klinisk medicin där 1840, extra ordinarie professor 1843 och ordinarie professor 1846. Han kallades 1850 till professor i medicin vid Leipzigs universitet och verkade som sådan till sin död. 
Tillsammans med Wilhelm Roser grundlade Wunderlich "Archiv für physiologische Heilkunde" (18 band, 1842-59), i vilken han, understödd av likasinnade, förfäktade åsikten, att sjukdom är intet annat än en livsyttrìng av organismen och att den följer samma lagar som de fysiologiska processerna. Läran om sjukdomarna är därför blott en gren av fysiologin, och den vetenskapliga medicinens strävan borde därför gå ut på att uppfatta de enskilda symtomen i deras orsaksförhållande och sammanhang med varandra liksom med de normala fysiologiska företeelserna. Den moderna medicinen grundar sig i väsentlig grad på detta fysiologiska åskådningssätt. 
I nyssnämnda "Archiv" liksom i dess fortsättning, "Archiv der Heilkunde" (19 band, 1860-78), som utgavs av Ernst Leberecht Wagner, förekommer många uppsatser av Wunderlich. De första årens polemiska och allmänna principfrågor berörande teoretiska artiklarna lämnade småningom rum för avhandlingar i ett mer praktiskt syfte. Kliniska observationer och undersökningar av olika art bär vittne om att han då mer ägnade sig åt praktisk medicinsk verksamhet, utan att därför överge den teoretiska grundval, på vilken han från början yrkat, att medicinen skulle byggas. 
Wunderlich bidrog bland annat huvudsakligen till termometrins införande i medicinen. 1835 hade två franska fysiker satt 37 grader Celsius som normaltmeperatur. Wunderlich mätte senare normaltemperaturen hos 25 000 patienter i Leipzig och bekräftade 37 grader som normaltemperatur.